# Leptocera alpina
Leptocera alpina är en tvåvingeart som beskrevs av Rohacek 1982. Leptocera alpina ingår i släktet Leptocera och familjen hoppflugor.
Artens utbredningsområde är Österrike. Arten är reproducerande i Sverige. Inga underarter finns listade i Catalogue of Life.